# Balogho
Balogho est une commune située dans le département de Siglé de la province de Boulkiemdé dans la région du Centre-Ouest au Burkina Faso.

## Économie
En 2017, Balogho est l'une des neuf communes récipiendaires d'aides de l'État burkinabé et de Taïwan pour le développement de la culture de riz pluvial dans ses bas-fonds et la construction de structures d'égrenage, de séchage et de stockage des récoltes ; le 30 mai 2017 le ministre de l'agriculture et des aménagements hydrauliques, Jacob Ouedraogo, remet officiellement les clés des magasins au groupement de producteurs de la commune. Dans le cadre de ce projet, une extension de l'aire cultivable du bas-fond sur 50 ha est réalisée par la construction de diguettes.

## Éducation et santé
Le centre de soins le plus proche de Balogho est le centre de santé et de promotion sociale (CSPS) de Siglé.